# Эншара-ду-Бишпу
Эншара-ду-Бишпу (порт. Enxara do Bispo)  —  район (фрегезия) в Португалии,  входит в округ Лиссабон. Является составной частью муниципалитета  Мафра. Находится в составе крупной городской агломерации Большой Лиссабон. По старому административному делению входил в провинцию Эштремадура. Входит в экономико-статистический  субрегион Большой Лиссабон, который входит в Лиссабонский регион. Население составляет 1 740 человек на 2011 год. Занимает площадь 17,96 км².
Покровителем района считается Дева Мария (порт. Maria). 